# Травнева ніч (фільм, 1940)
«Травнева ніч» — радянський художній фільм 1940 року режисера Миколи Садковича. Екранізація однойменної повісті М. В. Гоголя. Фільм двоколірний, створений віражним способом, — один з перших радянських кольорових фільмів.

## Сюжет
Левко, син сільського голови, закоханий в просту козачку Ганну і хоче з нею одружитися. Батько Левка, сам претендуючи на любов красуні, не дає своєї згоди на весілля. У ясну травневу ніч на допомогу молодим закоханим приходить «нечиста сила».

## У ролях
- Степан Шкурат —  голова
- Наталя Ужвій —  своячка
- Микола Макаренко —  Левко
- Валентина Івашова —  Ганна
- Тетяна Окуневська —  панночка
- Антон Дунайський —  Каленик
- Григорій Долгов —  писар
- А. Семененко —  Винокур
- Дмитро Капка —  Софрон
- Ірина Володко —  епізод
- Юхим Березін —  епізод

## Знімальна група
- Режисер — Микола Садкович
- Сценарист — Микола Садкович
- Оператори — Микола Кульчицький, Григорій Александров
- Композитор — Дмитро Клебанов
- Художники — Микола Тряскін, Милиця Симашкевич
- Робота з кольором — Давид Золотницький